# Laccaria bicolor
Espèce
Le laccaire bicolore  (Laccaria bicolor) est une espèce de champignons basidiomycètes de la famille des hydnangiacées.
C'est un champignon ectomycorhizien, vivant en symbiose avec la plupart des arbres de nos forêts (notamment le sapin de Douglas, première espèce de reboisement en France); le champignon assure l'essentiel de la nutrition minérale de l'arbre en lui fournissant de l’azote, l’arbre, lui, alimente le champignon en carbone.

## Description
Le chapeau de 3 à 7 cm, hémisphérique devient vite convexe puis étalé et mamelonné, à cuticule glabre ou finement duveteuse, à marge très ondulée et irrégulière en vieillissant, de couleur brun-rose à ocre.
Les lames adnées à échancrées sont espacées, doublées de lamelles et de lamellules, de couleur lilas clair ou rose lilacin mais parfois plus foncées.
Pas d'anneau.
Le pied est long, souvent flexueux ou tordu, de même couleur ou un peu plus foncé que le chapeau, de couleur lilas à violet à la base.
L'odeur est faiblement fruitée.
Période de cueillette : à partir de la fin du printemps et jusqu'à la fin de l'automne.
Biotopes : lisières, clairières et bords des chemins des bois de conifères mais aussi des bois de feuillus bois de feuillus où il apprécie la présence des chênes et des hêtres.
Ce champignon se développe le plus souvent en groupes de quelques individus disséminés. Quoique moins apprécié que son cousin, le « laqué », il est parfaitement comestible.

### Confusions possibles
On peut le confondre avec le laccaire laqué (Laccaria laccata) et le laccaire farineux ou encore avec Laccaria laccata var.pseudobicolor dont la base du pied n'est pas violette.

## Recherches génomiques
En 2006, une trentaine de chercheurs venant de France (INRA et Université de Lyon), États-Unis (Département de l'Energie américain et Université d'Alabama), Belgique (Université de Gand), Allemagne (Universités de Göttingen et Tübingen) et Suède (Université de Lund) ont travaillé ensemble à l’identification du génome de ce champignon forestier.
Le laccaire (Laccaria bicolor) est le premier champignon forestier symbiotique dont le génome ait été séquencé, dans le cadre d’un programme international dont le Département de l’Énergie des États et l'INRA sont responsables.

### Pourquoi étudier le laccaire?
Les champignons ectomycorhiziens ont une fonction essentielle dans le fonctionnement des écosystèmes forestiers et influent fortement sur la diversité et la productivité des forêts. Comprendre leur fonctionnement présente donc un grand intérêt et mieux connaître leurs interactions avec les racines des arbres permet d’agir pour une sylviculture durable.
Le génome du Laccaire, réparti sur 10 paires de chromosomes, est constitué de 65 millions de lettres. Il code près de 20 000 gènes lui permettant de dialoguer avec ses arbres-hôtes (la plupart des arbres forestiers) et d'utiliser une vaste gamme de sources de nutriments du sol.
L'inventaire des gènes du Laccaire permettra, grâce à des travaux complémentaires en physiologie, en génétique et en écologie, une avancée spectaculaire des connaissances sur la biologie des champignons et des arbres associés.
En outre, Laccaria bicolor fait partie de la même famille que les champignons forestiers dont les fructifications sont recherchées et appréciées des gourmets : cèpes, truffes, chanterelles. Il constitue un modèle d'étude par rapport à ces champignons et mieux le connaître, c’est aussi mieux connaître ces variétés.
Les premiers résultats indiquent que le laccaire est doué d’une très grande plasticité qui lui permet de s’adapter à des environnements changeants et hétérogènes. Il a développé de façon spectaculaire son aptitude à communiquer et peut ainsi nouer un dialogue particulièrement efficace avec l’arbre qui est son partenaire.